# Richard Schneider-Edenkoben
Richard Schneider-Edenkoben, gebürtig Richard Schneider, (* 25. Juni 1899 in Edenkoben; † 23. September 1986 in Nindorf) war ein deutscher Schriftsteller, Drehbuchautor, Regisseur und Maler.

## Leben
Der Südpfälzer Lehrersohn Richard Schneider versuchte sich zunächst als Schriftsteller und veröffentlichte 1930 den im Reclam-Verlag in Leipzig erschienenen, historisierenden Roman Tarakanova – Geschichte einer Abenteurerin. Im selben Jahr wählte er den Namen seines Geburtsorts Edenkoben als herkunftsbezeichnenden Namenszusatz und hängte ihn an seinen Geburtsnamen an, um nicht mit anderen Richard Schneiders verwechselt zu werden. Nahezu zeitgleich konnte er erstmals Kontakt zur Filmbranche knüpfen und beteiligte sich am Drehbuch zu Max Reichmanns Sänger-Romanze Die große Attraktion mit dem Startenor Richard Tauber in der Hauptrolle.
Nach der „Machtergreifung“ der Nationalsozialisten unterschrieb Schneider-Edenkoben im Oktober 1933 zusammen mit weiteren 87 Schriftstellern das Gelöbnis treuester Gefolgschaft für Adolf Hitler. Im selben Jahr publizierte er das Blut-und-Boden-Drama Du sollst nicht begehren. Seinen nahezu zeitgleich für die UFA verfasster Drehbuchentwurf Kain, eine moderne Adaption des alttestamentlichen Stoffes, realisierte er ebenfalls 1933 in der mecklenburgischen Provinz unter dem Titel Du sollst nicht begehren, zugleich seine erste Inszenierung. Gelobt wurde das fern aller studiohaften Künstlichkeit gedrehte Debütwerk von seinem Heimatblatt, der Edenkobener Zeitung, wegen der „starken Bildhaftigkeit“ und des „lebendigen Rhythmus“ der Sprache. Schneider-Edenkobens Regie-Einstand brachte ihm kein Glück: Der Reichsbauernführer Walther Darré lehnte das Werk entschieden ab (er forderte Umtitelungen in „Blut und Scholle“ und „Neue Erde“); ebenso später die alliierten Militärbehörden, die das pathetische Epos nach Kriegsende sofort auf die Verbotsliste setzten.
Schneider-Edenkoben beschränkte sich fortan auf reine Unterhaltung. Er drehte, ebenfalls für die UFA, im Winter 1934/35 eine muntere Provinzposse über Kleinstadtmoral, Standesdünkel und Nachbarschaftstratsch, Die törichte Jungfrau, und im Frühjahr 1936 das Verwechslungslustspiel Inkognito. Nach dem Weltkriegs- und Spionagemelodram Signal in der Nacht und dem Volksstück mit Alt-Berliner Flair Wie einst im Mai (beide 1937) konnte Richard Schneider-Edenkoben nur noch ein Werk realisieren, die episodenhafte, psychologisierende Studie Silvesternacht am Alexanderplatz, die im Milieu des Sanitätsrettungsdienstes spielt. Obwohl auch dieses, Ende 1938 entstandene Werk (wie alle seine Filme) kein ausgesprochener Kassenerfolg war, fand doch die Kritik diesmal alles in allem recht freundliche Worte.
Schneider-Edenkoben ließ sich in Wewelsfleth in Schleswig-Holstein nieder und kaufte 1938 das frühere Fährhaus in Störort, einer Künstlersiedlung am Ufer der Stör, in der Nachbarschaft des Künstlers Karl Leipold. Aufgrund seiner verwandtschaftlichen Nähe zu Hans Frank – Schneider-Edenkoben war ein Vetter von Brigitte Frank, der Gattin des 1946 hingerichteten Generalgouverneurs von Polen – wurde der Filmregisseur nach der Besetzung Polens 1939 als Filmsachverständiger für das Generalgouvernement berufen. In dieser Funktion leistete Schneider-Edenkoben aber unwesentlich mehr als die Erstellung eines vierseitigen Memorandums. Sein letzter Kinofilmbeitrag sollte 1943 die Beteiligung an der Idee zu Carl Boeses Lustspiel Leichtes Blut werden. Nach Abgabe eines kurzen Memorandums verschwand er 1943 spurlos. Ein Freund, der offenbar erfahren hatte, dass Schneider in Ungnade gefallen war, hatte ihm dazu geraten.
Schneider-Edenkoben galt als fahnenflüchtig und hielt sich zwei Jahre versteckt. Nach dem Krieg kehrte er nach Wewelsfleth zurück, wo er mit seiner dritten Ehefrau ein abgeschottetes Leben führte und sich seinen Lebensunterhalt als Maler und Galerist verdiente. Vor allem betätigte er sich als „Portraitist“. Er malte zahlreiche Porträts von Dorfbewohnern und anderen Gästen, die er als Modelle zu sich einbestellte, und etwa 300 Ölgemälde. Sonst hatte Schneider-Edenkoben kaum Kontakte, uneingeladene Gäste empfing er nie und pflegte keine Bekanntschaften am Ort. Nachdem sein Haus in den 1970er Jahren wegen des Baus eines Störsperrwerks abgerissen werden musste, übersiedelte er in einen Nachbarort, wo er zehn Jahre später im Alter von 87 Jahren starb. Den Verlust seines Hauses hat er nie verwunden.
Schneiders Sohn aus erster Ehe war der Regisseur und Kameramann Wolf Schneider. Sein Enkel Jörg Schneider ist ebenfalls als Regisseur tätig. Seine zweite Ehefrau, mit der er von 1938 bis 1943 zusammenlebte, war die norwegische Schauspielerin Ellinor Hamsun (1916–1987) (deutsche Filmrolle 1939 in Die unheimlichen Wünsche), eine Tochter des norwegischen Schriftstellers und Nobelpreisträgers Knut Hamsun.

## Filmografie (als Regisseur und Drehbuchautor)
- 1931: Die große Attraktion (nur Drehbuchmitarbeit)
- 1933: Du sollst nicht begehren
- 1934: Besuch im Karzer (Kurzfilm, nur Regie)
- 1934/35: Die törichte Jungfrau (nur Regie)
- 1936: Inkognito
- 1937: Wie einst im Mai (nur Regie)
- 1937: Signal in der Nacht
- 1938: Silvesternacht am Alexanderplatz